# Lijst van afleveringen van Scorpion
Dit is een lijst met afleveringen van de Amerikaanse televisieserie Scorpion.
Een overzicht van alle afleveringen is hieronder te vinden.

## Seizoen 1 (2014-2015)
| nr. in serie | nr. in seizoen | Titel                   | Regisseur         | Schrijver(s)                              | Uitzenddatum      |
| ------------ | -------------- | ----------------------- | ----------------- | ----------------------------------------- | ----------------- |
| 1            | 1              | Pilot                   | Justin Lin        | Nick Santora                              | 22 september 2014 |
| 2            | 2              | Single Point of Failure | Bobby Roth        | David Foster                              | 29 september 2014 |
| 3            | 3              | A Cyclone               | Gary Fleder       | Nick Santora & Nicholas Wootton           | 6 oktober 2014    |
| 4            | 4              | Shorthanded             | Dwight H. Little  | Elizabeth Beall                           | 13 oktober 2014   |
| 5            | 5              | Plutonium Is Forever    | Jeff T. Thomas    | Paul Grellong                             | 20 oktober 2014   |
| 6            | 6              | True Colors             | Jeff Hunt         | Rob Pearlstein                            | 27 oktober 2014   |
| 7            | 7              | Father's Day            | Milan Cheylov     | Nick Santora                              | 3 november 2014   |
| 8            | 8              | Risky Business          | Matt Earl Beesley | Nicholas Wootton                          | 10 november 2014  |
| 9            | 9              | Rogue Element           | Jerry Levine      | Paul Grellong & Kim Rome                  | 17 november 2014  |
| 10           | 10             | Talismans               | Sam Hill          | Alex Katsnelson                           | 24 november 2014  |
| 11           | 11             | Revenge                 | Mel Damski        | Elizabeth Beall & David Foster            | 8 december 2014   |
| 12           | 12             | Dominoes                | Omar Madha        | Rob Pearlstein & Nick Santora             | 15 december 2014  |
| 13           | 13             | Kill Screen             | Jace Alexander    | Nicholas Wootton & Paul Grellong          | 5 januari 2015    |
| 14           | 14             | Charades                | Christine Moore   | Rob Pearlstein                            | 18 januari 2015   |
| 15           | 15             | Forget Me Nots          | Jann Turner       | Alex Katsnelson & Nick Santora            | 19 januari 2015   |
| 16           | 16             | Love Boat               | Sam Hill          | Elizabeth Beall & Kim Rome                | 9 februari 2015   |
| 17           | 17             | Going South             | David Grossman    | Nick Santora & Nicholas Wootton           | 23 februari 2015  |
| 18           | 18             | Once Bitten, Twice Die  | Guy Ferland       | David J. North                            | 9 maart 2015      |
| 19           | 19             | Young Hearts Spark Fire | Mel Damski        | Paul Grellong & Jay Beattie & Dan Dworkin | 23 maart 2015     |
| 20           | 20             | Crossroads              | Kevin Hooks       | David Foster & Rob Pearlstein             | 30 maart 2015     |
| 21           | 21             | Cliffhanger             | Sam Hill          | Nick Santora & Nicholas Wootton           | 13 april 2015     |
| 22           | 22             | Postcards from the Edge | Milan Cheylov     | Nick Santora & Nicholas Wootton           | 20 april 2015     |

## Seizoen 2 (2015-2016)
| nr. in serie | nr. in seizoen | Titel                          | Regisseur         | Schrijver(s)                             | Uitzenddatum      |
| ------------ | -------------- | ------------------------------ | ----------------- | ---------------------------------------- | ----------------- |
| 23           | 1              | Satellite of Love              | Sam Hill          | Nick Santora & Nicholas Wootton          | 21 september 2015 |
| 24           | 2              | Cuba Libre                     | Mel Damski        | Rob Pearlstein & Nick Santora            | 28 september 2015 |
| 25           | 3              | Fish Filet                     | Omar Madha        | Paul Grellong & Nick Santora             | 5 oktober 2015    |
| 26           | 4              | Robots                         | Sylvain White     | David Foster & Nicholas Wootton          | 12 oktober 2015   |
| 27           | 5              | Super Fun Guys                 | Bobby Roth        | Nick Santora                             | 19 oktober 2015   |
| 28           | 6              | Tech, Drugs, and Rock 'n' Roll | Sam Hill          | Elizabeth Davis Beall & Nicholas Wootton | 26 oktober 2015   |
| 29           | 7              | Crazy Train                    | Jeff T. Thomas    | Kevin J. Hynes & Nick Santora            | 2 november 2015   |
| 30           | 8              | Area 51                        | Carey Meyer       | Kim Rome & Nicholas Wootton              | 9 november 2015   |
| 31           | 9              | US vs. UN vs. UK               | Omar Madha        | Scott Sullivan & Nick Santora            | 16 november 2015  |
| 32           | 10             | Arrivals and Departures        | Sam Hill          | Aadrita Mukerji & Nicholas Wootton       | 23 november 2015  |
| 33           | 11             | The Old College Try            | Christine Moore   | Nick Santora                             | 7 december 2015   |
| 34           | 12             | Dam Breakthrough               | Nick Santora      | Paul Grellong & Nicholas Wootton         | 14 december 2015  |
| 35           | 13             | White Out                      | Jeffrey G. Hunt   | David Foster & Nick Santora              | 4 januari 2016    |
| 36           | 14             | Sun of a Gun                   | Dwight Little     | Adam Higgs                               | 18 januari 2016   |
| 37           | 15             | Da Bomb                        | Steven A. Adelson | Kim Rome                                 | 25 januari 2016   |
| 38           | 16             | Fractured                      | Christine Moore   | Matthew Davis & Nick Santora             | 8 februari 2016   |
| 39           | 17             | Adaptation                     | Sam Hill          | Scott Sullivan & Aadrita Mukerji         | 22 februari 2016  |
| 40           | 18             | The Fast & The Nerdiest        | Don Tardino       | Kevin J. Hynes                           | 29 februari 2016  |
| 41           | 19             | Ticker                         | Mel Damski        | Rob Pearlstein                           | 14 maart 2016     |
| 42           | 20             | Djibouti Call                  | Omar Madha        | David Foster                             | 21 maart 2016     |
| 43           | 21             | Twist and Shout                | Christine Moore   | Paul Grellong                            | 28 maart 2016     |
| 44           | 22             | Hard Knox                      | Omar Madha        | Scott Sullivan                           | 11 april 2016     |
| 45           | 23             | Chernobyl Intentions           | Jeff T. Thomas    | Nick Santora & Nicholas Wootton          | 18 april 2016     |
| 46           | 24             | Toby or Not Toby               | Sam Hill          | Nick Santora & Nicholas Wootton          | 25 april 2016     |

## Seizoen 3 (2016-2017)
| nr. in serie | nr. in seizoen | Titel                              | Regisseur          | Schrijver(s)                         | Uitzenddatum     |
| ------------ | -------------- | ---------------------------------- | ------------------ | ------------------------------------ | ---------------- |
| 47           | 1              | Civil War                          | Sam Hill           | Nick Santora & Nicholas Wootton      | 3 oktober 2016   |
| 48           | 2              | More Civil War                     | Jeffrey Hunt       | Nick Santora & Nicholas Wootton      | 3 oktober 2016   |
| 49           | 3              | It Isn't the Fall That Kills You   | Sanford Bookstaver | Nick Santora & Scott Sullivan        | 10 oktober 2016  |
| 50           | 4              | Little Boy Lost                    | Steven A. Adelson  | Rob Pearlstein & Nick Wootton        | 17 oktober 2016  |
| 51           | 5              | Plight at the Museum               | Christine Moore    | Paul Grellong & Nick Santora         | 24 oktober 2016  |
| 52           | 6              | Bat Poop Crazy                     | Omar Madha         | David Foster & Nicholas Wootton      | 31 oktober 2016  |
| 53           | 7              | We're Gonna Need a Bigger Vote     | Sam Hill           | Elizabeth Davis Beall & Nick Santora | 7 november 2016  |
| 54           | 8              | Sly and the Family Stone           | Jeff Hunt          | Adam Higgs & Nicholas Wootton        | 14 november 2016 |
| 55           | 9              | Mother Load                        | Jeff T. Thomas     | Kevin J. Hynes                       | 21 november 2016 |
| 56           | 10             | This is the Pits                   | Sam Hill           | Kim Rome & Nicholas Wootton          | 12 december 2016 |
| 57           | 11             | Wreck the Halls                    | Milan Cheylov      | Scott Sullivan                       | 19 december 2016 |
| 58           | 12             | Ice Ca-Cabes                       | Jeff T. Thomas     | David Foster & Nick Santora          | 2 januari 2017   |
| 59           | 13             | Faux Money Maux Problems           | Omar Madha         | Aadrita Mukerji & Nicholas Wootton   | 16 januari 2017  |
| 60           | 14             | The Hole Truth                     | Sam Hill           | Matthew David & Rob Pearlstein       | 23 januari 2017  |
| 61           | 15             | Sharknerdo                         | Tim Story          | Elizabeth Davis Beall                | 6 februari 2017  |
| 62           | 16             | Keep It In Check, Mate             | Christine Moore    | Kim Rome                             | 13 februari 2017 |
| 63           | 17             | Dirty Seeds, Done Dirt Cheap       | Jeff T. Thomas     | Adam Higgs                           | 20 februari 2017 |
| 64           | 18             | Don't Burst My Bubble              | Omar Madha         | April E. Brassard & Nicholas Wootton | 27 februari 2017 |
| 65           | 19             | Monkey See, Monkey Poo             | Don Tardino        | Scott Sullivan                       | 13 maart 2017    |
| 66           | 20             | Broken Wind                        | Steven A. Adelson  | Caitlin Duffy & Nick Santora         | 20 maart 2017    |
| 67           | 21             | Rock Block                         | Antonio Negret     | David Foster                         | 10 april 2017    |
| 68           | 22             | Strife on Mars                     | Jeff Hunt          | Kevin J. Hynes                       | 17 april 2017    |
| 69           | 23             | Something Burrowed, Something Blew | Christine Moore    | Christine Moore                      | 1 mei 2017       |
| 70           | 24             | Maroon 8                           | Milan Cheylov      | Paul Grellong                        | 8 mei 2017       |
| 71           | 25             | Scorp Family Robinson              | Sam Hill           | Nick Santora & Nicholas Wootton      | 15 mei 2017      |

## Seizoen 4 (2017-2018)
| nr. in serie | nr. in seizoen | Titel                                                    | Regisseur          | Schrijver(s)                     | Uitzenddatum      |
| ------------ | -------------- | -------------------------------------------------------- | ------------------ | -------------------------------- | ----------------- |
| 72           | 1              | Extinction                                               | Sam Hill           | Nick Santora & Nicholas Wootton  | 25 september 2017 |
| 73           | 2              | More Extinction                                          | Sam Hill           | Nick Santora & Nicholas Wootton  | 2 oktober 2017    |
| 74           | 3              | Grow a Deer, A Female Deer                               | Milan Cheylov      | David Foster & Nick Santora      | 9 oktober 2017    |
| 75           | 4              | Nuke Kids on the Block                                   | Elodie Keene       | Paul Grellong & Nicholas Wootton | 16 oktober 2017   |
| 76           | 5              | Sci Hard                                                 | Dwight H. Little   | Rob Pearlstein & Nick Santora    | 23 oktober 2017   |
| 77           | 6              | Queen Scary                                              | Omar Madha         | Adam Higgs & Nicholas Wootton    | 30 oktober 2017   |
| 78           | 7              | Go With the Flo(rence)                                   | Sam Hill           | Kevin J. Hynes & Nick Santora    | 6 november 2017   |
| 79           | 8              | Faire is Foul                                            | Sanford Bookstaver | Scott Sullivan                   | 13 november 2017  |
| 80           | 9              | It's Raining Men (of War)                                | Antonio Negret     | Kim Rome & Nicholas Wootton      | 20 november 2017  |
| 81           | 10             | Crime Every Mountain                                     | Sam Hill           | Aadrita Mukerji & Nick Santora   | 27 november 2017  |
| 82           | 11             | Who Let the Dog Out ('Cause Now It's Stuck In a Cistern) | Omar Madha         | David Foster & Nick Santora      | 11 december 2017  |
| 83           | 12             | A Christmas Car-Roll                                     | LeVar Burton       | Paul Grellong & Nicholas Wootton | 18 december 2017  |
| 84           | 13             | The Bunker Games                                         | Milan Cheylov      | Rob Pearlstein                   | 15 januari 2018   |
| 85           | 14             | Lighthouse of the Rising Sun                             | Sam Hill           | Adam Higgs                       | 22 januari 2018   |
| 86           | 15             | Wave Goodbye                                             | Jeff T. Thomas     | Kevin J. Hynes                   | 29 januari 2018   |
| 87           | 16             | Nerd, Wind and Fire                                      | Bethany Rooney     | Scott Sullivan                   | 5 februari 2018   |
| 88           | 17             | Dumbster Fire                                            | Sanford Bookstaver | Aadrita Mukerji                  | 26 februari 2018  |
| 89           | 18             | Dork Day Afternoon                                       | Steven A. Adelson  | Paul Grellong                    | 5 maart 2018      |
| 90           | 19             | Gator Done                                               | Omar Madha         | Kim Rome                         | 19 maart 2018     |
| 91           | 20             | Foul Balls                                               | Nick Santora       | David Foster & Nick Santora      | 26 maart 2018     |
| 92           | 21             | Kenny and the Jet                                        | Jeff T. Thomas     | Adams Higgs & Rob Pearlstein     | 9 april 2018      |
| 93           | 22             | A Lie in the Sand                                        | Sam Hill           | Paul Grellong & Scott Sullivan   | 16 april 2018     |